# Grettell Valdéz

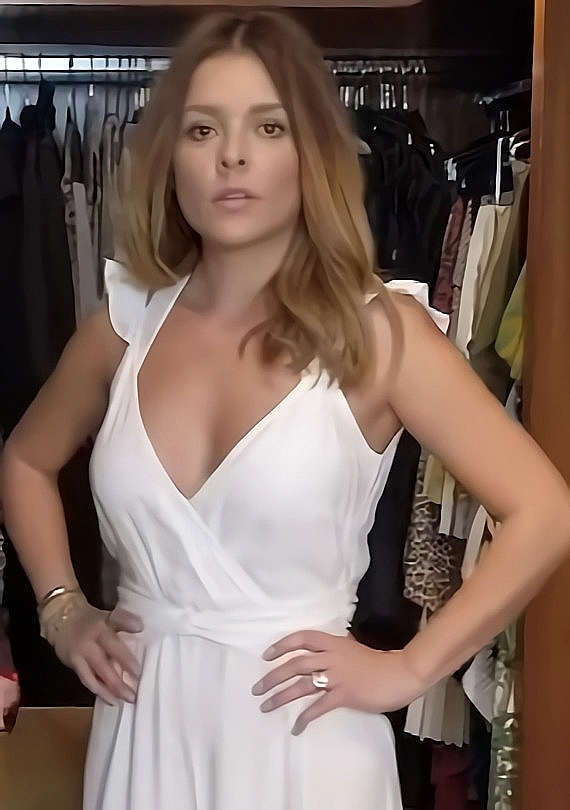
Grettell Valdéz, 2019

Grettell Valdéz (* 8. Juli 1976 in Mexiko-Stadt) ist eine mexikanische Schauspielerin.

## Leben
Ihre Fernsehpremiere feierte Valdéz 1997 in der Telenovela Sin ti. 2001 bekleidete sie eine Nebenrolle in der Filmkomödie Un mundo raro, bevor sie eine dauerhafte Rolle in der Fernsehserie Clase 406 erhielt, in der sie in den Jahren 2002 und 2003 in 56 Episoden die Rolle der Daniela Jiménez Robles verkörperte.
Nach einigen Gastauftritten in diversen Fernsehserien erhielt sie 2009 erneut eine dauerhafte Rolle in der Telenovela Camaleones, in der sie in 45 Episoden mitwirkte. Anschließend erhielt sie dauerhafte Rollen in den Serien Cuando me enamoro (2010/11) und Lo que la vida me robó (2013/14), in denen sie in jeweils mehr als 100 Folgen spielte.